# Greg Whitecross
Greg Whitecross, né le 15 mars 1961 à Melbourne, est un joueur australien de tennis.

## Carrière
Titré en simple garçon à l'Open d'Australie 1979.